# Antena 1 (Rumunia)
Antena 1 – rumuńska stacja telewizyjna. Została uruchomiona w 1993 roku.